# 1738 az irodalomban
Az 1738. év az irodalomban.

## Új művek
- James Thomson skót költő, drámaíró Agamemnon című tragédiája.
- Friedrich von Hagedorn német költő verses mese- és elbeszélésgyűjteménye: Versuch in poetischen Fabeln und Erzählungen (Kísérlet a költői fabulákban és elbeszélésekben).[1]

## Születések
- január 27. – Blaž Kumerdej szlovén tanító, filológus, író († 1805)

## Halálozások
- március 26. – Radvánszky János, II. Rákóczi Ferenc tanácsosa, költő és naplóíró (* 1666)